# Keled
A Keled régi magyar személy- és nemzetségnév. Az eredete bizonytalan, lehet, hogy a német Klett, Klette személynévből való, aminek a jelentése göndör (hajú).

## Gyakorisága
Az 1990-es években szórványos név, a 2000-es években nem szerepel a 100 leggyakoribb férfinév között.

## Névnapok
- március 15.[2]
- május 1.[2]